# Guillaume Bonnal
Guillaume Bonnal, francoski general, pedagog, vojaški teoretik in vojaški zgodovinar, * 1844, † 1917.